# نقاشی بدن

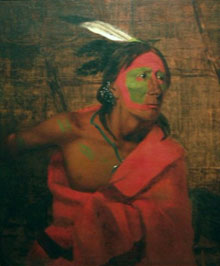
نقاشی بدن یکی از بومیان آمریکایی

نقاشی بدن یکی از اقسام هنر بر بدن است که بر روی پوست انسان، نقاشی می‌شود و کاربردهای گوناگونی دارد. برخلاف تاتو که مدتی طولانی بر بدن می‌ماند، این نقاشی بر روی پوست انجام می‌شود و ممکن است چند ساعت یا نهایتاً چند هفته با توجه به نوع رنگ‌های بکار رفته در نقاشی، بر روی بدن باقی بماند.
این هنر از زمان‌های گذشته نیز بوده و جنگجویان قدیمی نیز از آن استفاده می‌کردند مانند سرخ‌پوست هان آمریکایی یا مراسم مذهبی در آفریقا.
هر چند از این هنر امروزه هم در عملیات‌های نظامی استفاده می‌شود برای استتار بیشتر سربازان.
این سبک نه تنها یک هنر است بلکه جنبه‌های آموزشی هم دارد مانند استفاده از نقاشی اعضا داخلی بدن در آناتومی و موارد مشابه.
نقاشی بدن که محدود به صورت است به «نقاشی صورت» معروف است. از نقاشی بدن به عنوان (نوعی) «خال کوبی موقت» نیز یاد می‌شود. نقاشی در ابعاد بزرگ یا تمام بدن معمولاً به عنوان نقاشی بدن شناخته می‌شود، در حالی که کارهای کوچکتر یا با جزئیات بیشتر گاهی می‌توانند به عنوان خال کوبی موقت شناخته شوند.

## نقاشی بدن بومیان

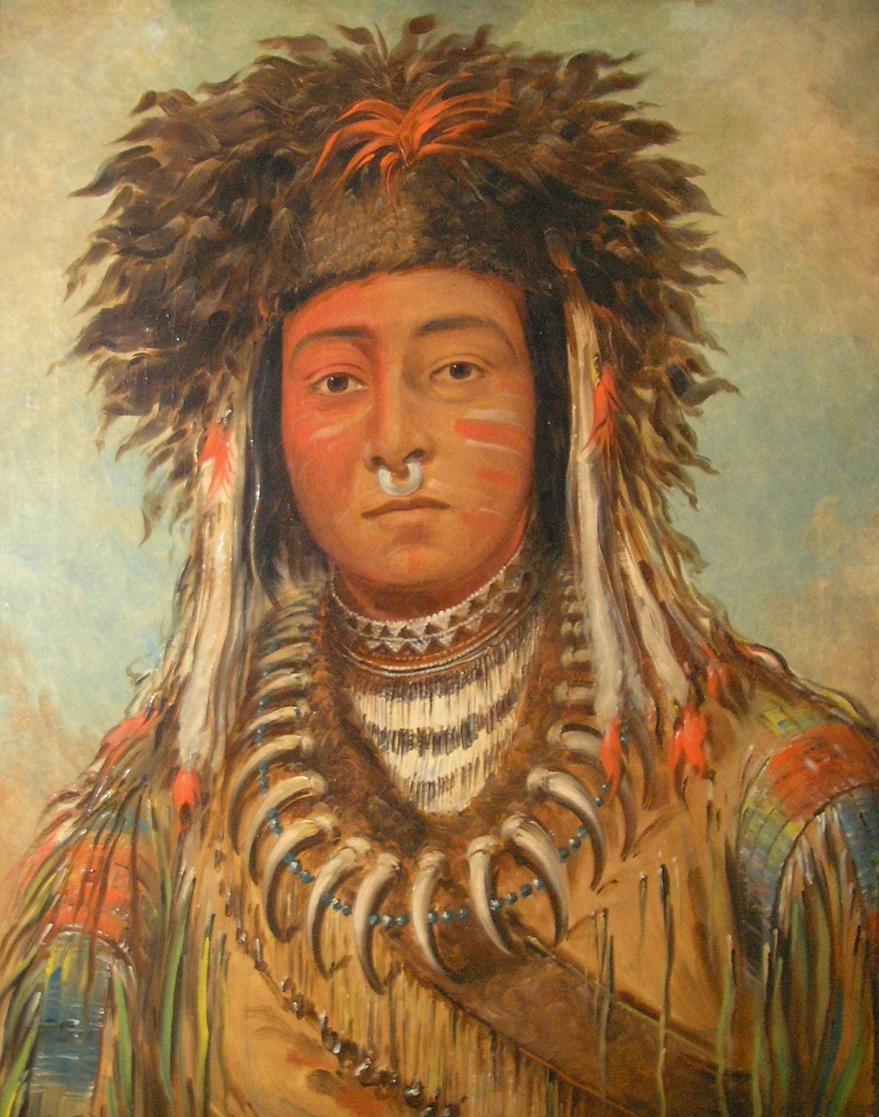
نقاشی بدن بومی

نقاشی بدن با یک رنگ خاکستری یا سفید ساخته شده از رنگدانه‌های طبیعی از جمله خاک رس، گچ، خاکستر و کود گاو در بسیاری از فرهنگ‌های قبیله ای سنتی است. اعتقاد بر این است که اغلب در طول مراسم فرهنگی استفاده می‌شود، به کاهش گرمای بدن کمک می‌کند و استفاده از الگوهای راه راه می‌تواند باعث کاهش حشرات گزنده شود. هنوز هم به این شکل باستانی در بین استرالیایی‌های بومی و در مناطقی از آفریقا و آسیای جنوب شرقی، و همچنین در نیوزیلند و جزایر اقیانوس آرام زنده مانده‌است. یک شکل نیمه دائمی از نقاشی بدن معروف به Mehndi، با استفاده از رنگهای ساخته شده از برگ حنا (از این رو به اشتباه «تاتوی حنا» نیز شناخته می‌شود)، در هند، به ویژه در عروس، انجام می‌شود. از اواخر دهه ۱۹۹۰، مهندی در میان زنان جوان در جهان غرب محبوب شد.
بسیاری از بومیان آمریکای مرکزی و جنوبی خال کوبی‌های جاگوا یا طرح‌هایی را با آب جنیپاپو بر روی بدن خود نقاشی می‌کنند. بومی‌های آمریکای جنوبی به‌طور سنتی از زغال سنگ آناتو، هویتو یا زغال مرطوب برای تزئین صورت و بدن خود استفاده می‌کنند. Huito نیمه دائمی است و به‌طور کلی هفته‌ها طول می‌کشد تا این رنگ سیاه کم شود.

## در جهان غرب

لباس تولد دمی یک نقاشی بدن اثر ماندگار در جهان غرب

نقاشی روی بدن همیشه قطعات بزرگ بر روی بدن کاملاً برهنه نیست، بلکه می‌تواند قطعات کوچکتری را در نواحی نمایش داده شده از اجسام غیر لباس پوشیده داشته باشد. از دهه ۱۹۶۰ میلادی، احیای نقاشی بدن در جامعه غربی رخ داده‌است، بخشی از آن ناشی از آزادسازی اخلاقیات اجتماعی در مورد برهنگی است و اغلب به شکل‌های شورانگیز یا نمایشگاهگرایانه ظاهر می‌شود. حتی امروز نیز یک بحث دائمی در مورد مشروعیت نقاشی بدن به عنوان یک نوع هنر وجود دارد. می‌توان گفت احیای مدرن فعلی مربوط به نمایشگاه جهانی ۱۹۳۳ در شیکاگو است که ماکس فاکتور، پدر و مدل او سالی رند به دلیل ایجاد اغتشاش عمومی دستگیر شدند وقتی که او با آرایش جدید خود را برای هالیوود رنگ آمیزی کرد. فیلم‌ها. هنر بدن امروزه به آثاری تبدیل می‌شود که بیشتر به سمت اسطوره‌های شخصی هدایت می‌شوند، مانند جانا استرباک، ربکا هورن، میشل پلاتنیک، یوری مسن-جاسچین یا خاویر پرز.
نقاشی بدن گاهی به عنوان روشی برای جلب توجه در اعتراضات سیاسی، مثلاً اعتراضات PETA علیه باربری مورد استفاده قرار می‌گیرد.
نقاشی بدن منجر به یک حرکت هنری جایگزین جزئی در دهه ۱۹۵۰ و ۱۹۶۰ شد، که شامل پوشاندن مدل در رنگ و سپس لمس یا غلتاندن مدل روی بوم یا محیط دیگر برای انتقال رنگ بود. ایو کلاین، هنرمند فرانسوی، با مجموعه نقاشی‌های «انسان سنجی» شاید مشهورترین فرد برای این امر باشد. افکت تولید شده توسط این تکنیک باعث ایجاد انتقال تصویر از بدنه مدل به محیط می‌شود. این شامل تمام منحنی‌های بدن مدل (به‌طور معمول زنانه) است که در رئوس مطالب تصویر منعکس می‌شود. این تکنیک لزوماً یکنواخت نبود. چندین رنگ در قسمت‌های مختلف بدن گاهی جلوه‌های جالبی ایجاد می‌کند.
Joanne Gair یک هنرمند رنگ آمیزی بدن است که آثارش برای دهمین سال متوالی در نسخه لباس شنای اسپورتس ایلاستریتد ظاهر شد. او با آراسته لباس تولد دمی ونتی فر در اوت ۱۹۹۲ از دمی مور به شهرت رسید. مدل پنهان او بخشی از اپیزودهای Ripley بود.

## در عرصه تجاری
بسیاری از هنرمندان به‌طور حرفه ای به عنوان نقاش بدن برای تبلیغات تلویزیونی کار می‌کنند، مانند کمپین Natrel Plus با مدلهای استتار شده به عنوان درخت. تبلیغات Stills همچنین هر سال از نقاشی بدن با صدها جلوه نقاشی بدن در صفحات مجلات جهان استفاده می‌کرد. نقاشان بدن نیز مرتباً در صحنه فیلم به ویژه در داستان‌های علمی با تعداد بیشتری از خلاقیت‌های بیگانه پیچیده که روی بدن نقاشی می‌شوند، کار می‌کنند.

## نقاشی صورت

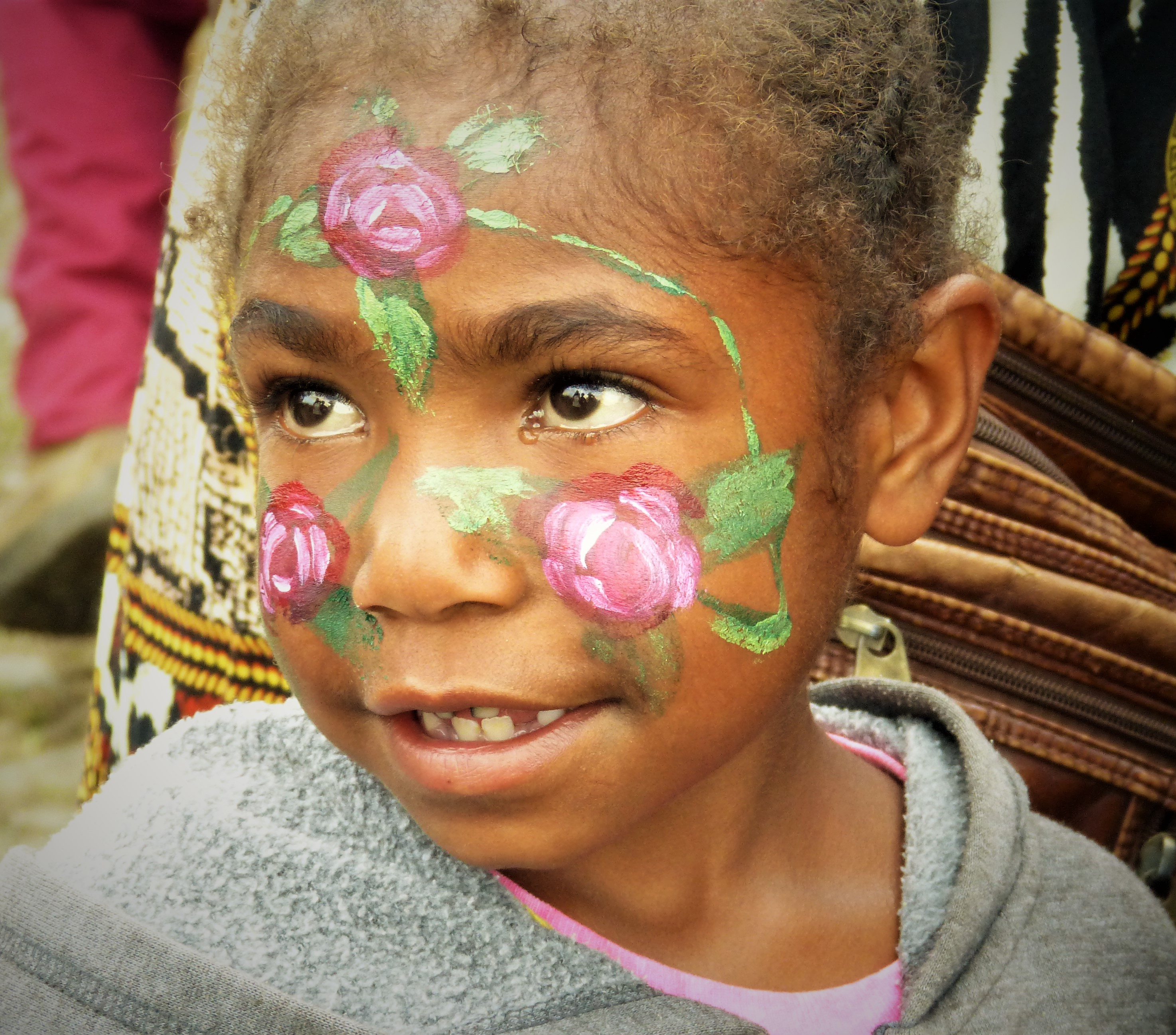
کودکی که صورتش را رنگ کرده‌است

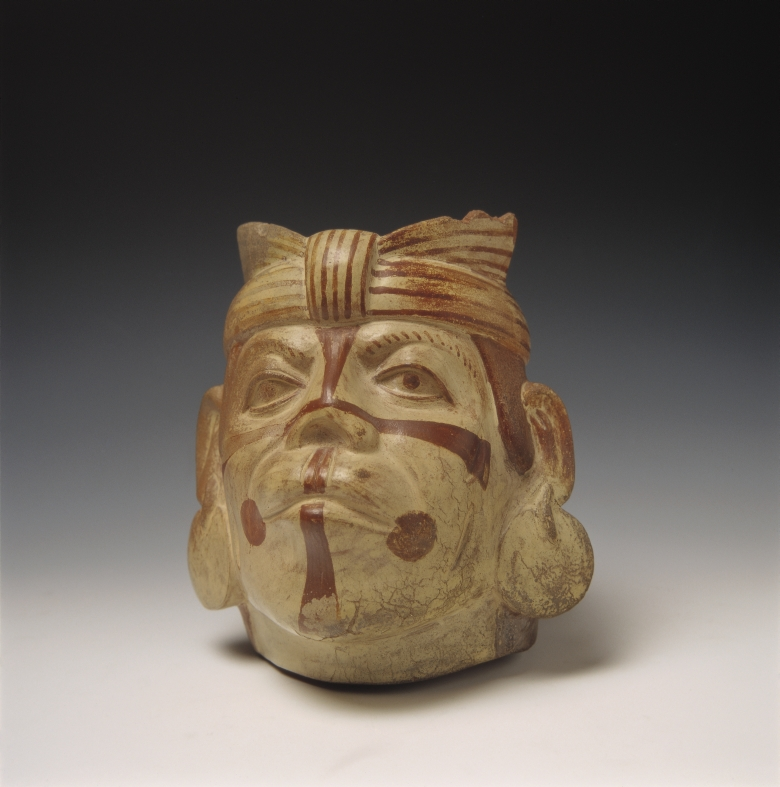
ظرف سرامیکی موچه در موزه لارکو در لیما، به تصویر کشیدن یک مرد، احتمالاً یک جنگجو، با نقاشی چهره

نقاشی روی صورت کاربرد هنری رنگ غیر سمی در صورت فرد است. این عمل مربوط به دوران پارینه سنگی است و برای اهداف آیینی، مانند مراسم بزرگسالی و مراسم تشییع جنازه و همچنین شکار استفاده می‌شده‌است. از موادی مانند رس، گچ یا حنا استفاده شده‌است که به‌طور معمول با رنگدانه‌هایی که از برگ، میوه یا توت استخراج می‌شود و گاهی اوقات با روغن یا چربی مخلوط می‌شود.
بسیاری از مردم در سراسر جهان نقاشی با چهره را در دوران مدرن انجام می‌دهند. این شامل بومیان در مناطقی مانند استرالیا، پاپوآ گینه نو، پلی نزی و ملانیسی است. برخی از قبایل در صحرای آفریقا از این روش در هنگام تشریفات و اعیاد استفاده می‌کنند و بسیاری از مردم بومی سواحل شمال غربی اقیانوس آرام آمریکای شمالی اکنون از آن برای مراسم استفاده می‌کنند، زیرا قبلاً از آن برای شکار و جنگ نیز استفاده می‌کردند. در هند از آن در رقص‌های محلی و جشن‌های معبد، مانند نمایش‌های کاتاکالی، و طرح‌های مهندی در عروسی‌ها استفاده می‌شود. همچنین توسط خوانندگان ژاپنی گیشا و اپرای چینی استفاده می‌شود. 
در برخی از اشکال رقص محلی غربی، مانند Border Morris، چهره رقاصان با رنگدانه ای سیاه و سفید نقاشی شده‌است که به قرون وسطی برمی گردد. در قرن هجدهم نقاشی صورت آرایشی و بهداشتی نزد زنان و مردان اشراف و نوپا محبوب شد، اما پس از سقوط اشراف فرانسه در فرهنگ غربی از بین رفت. در طول قرن ۱۹ آرایش نمایشی blackface هنگامی محبوبیت پیدا کرد که توسط مجریان غیر سیاه‌پوست برای نشان دادن افراد سیاه‌پوست، به‌طور معمول در یک نمایش منسترل مورد استفاده قرار گرفت. استفاده از آن در ایالات متحده با جنبش حقوق مدنی دهه 1960 پایان یافت، تقریباً در همان زمان که نقاشی چهره دوباره به عنوان بخشی از جنبش هیپی در اواخر دهه ۱۹۶۰ وارد فرهنگ عامه شد، زمانی که برای جوانان معمول بود. در تظاهرات ضد جنگ گونه‌های خود را با گل یا نمادهای صلح تزئین کنند.
در فرهنگ معاصر غرب، نقاشی چهره با هنرنمایی هنرمندان که کارهای خود را در جشنواره‌ها و مسابقات و مجلات به نمایش می‌گذارند، به نوعی هنر تبدیل شده‌است. سایر کاربران غربی شامل بازیگران و دلقک‌ها هستند و همچنان به عنوان نوعی استتار در میان شکارچیان و ارتش استفاده می‌شود. این ماده همچنین در سرگرمی‌ها برای کودکان و رویدادهای ورزشی یافت می‌شود. 
برای چندین دهه این یک سرگرمی معمول در نمایشگاه‌های شهرستان، بازارهای بزرگ در فضای باز (به ویژه در اروپا و آمریکا) و مکان‌های دیگر است که کودکان و نوجوانان را به خود جلب می‌کند. چهره پردازی در پارک‌ها، مهمانی‌ها و جشنواره‌های سراسر جهان غربی در میان کودکان بسیار محبوب است. اگرچه بیشتر نقاشی‌های صورت به کودکان اختصاص دارد، بسیاری از نوجوانان و بزرگسالان از نقاشی برای رویدادهای خاص مانند رویدادهای ورزشی (برای حمایت از تیم یا کشور خود) یا جمع‌کنندگان صندوق‌های خیریه لذت می‌برند. نقاشی روی صورت نیز بخشی از تمرین cosplay است و سالانه افرادی که لباس زامبی می‌پوشند و با رویداد سالانه جهانی Thrill the World در روز شنبه قبل از هالووین می‌رقصند، از آن لذت می‌برند.
وقتی شخصی لباس شخصی حیوان می‌پوشد، گاهی اوقات رنگ صورت کامل یا بینی مشکی نقاشی شده اضافه می‌شود.
در بیشتر پارک‌های تفریحی غرفه‌هایی در اطراف پراکنده شده‌اند که در آن فرد می‌تواند طرحی را روی صورت خود نقاشی کند. فعالیت مشابه، استفاده از «خال کوبی‌های فوری» است، که طرح‌های مبتنی بر رنگ یا جوهر است و به عنوان یک واحد قرار می‌گیرد و با استفاده از آب، الکل، صابون یا یک حلال ملایم دیگر از بین می‌رود. خال کوبی‌های موقت با جزئیات بیشتر ممکن است با استفاده از استنسیل و تجهیزات ایربرش انجام شود.

### در حوزه نظامی

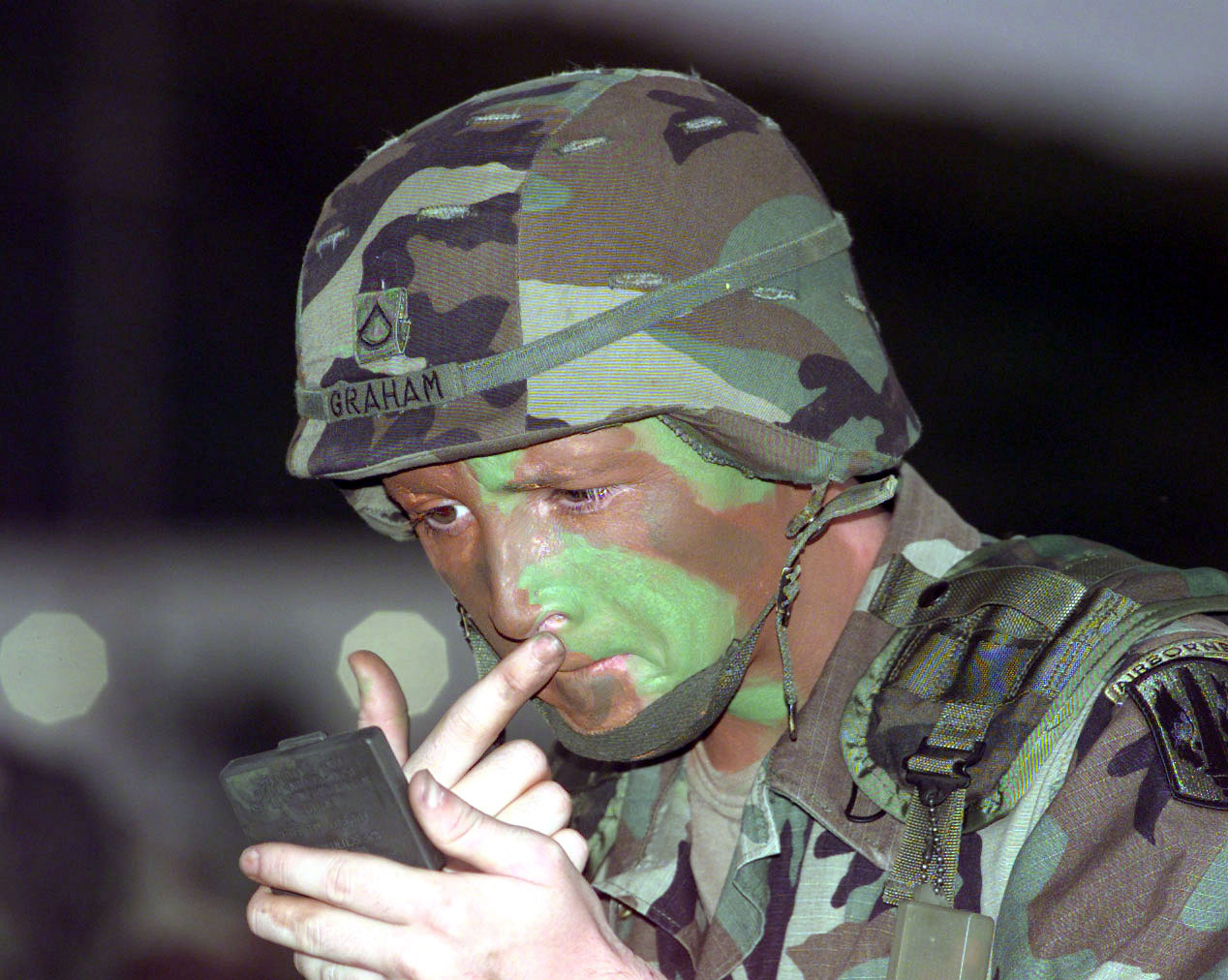
یک سرباز رنگ صورت را به عنوان استتار نظامی اعمال می‌کند.

در ارتش‌های سراسر دنیا معمول است که سربازان در حال نبرد رنگ کردن صورت و سایر اعضای بدن در معرض بدن (به عنوان مثال دست) را با رنگ‌های طبیعی مانند سبز، برنزه و لوم برای اهداف استتار انجام می‌دهند. در ارتش‌های مختلف آمریکای جنوبی، استفاده از رنگ صورت در مراسم رژه نسبت به اقوام بومی یک سنت است.

## خال کوبی موقت
علاوه بر رنگ، از تاتو موقت می‌توان برای تزئین بدن استفاده کرد. «خال کوبی‌های زرق و برق دار» با استفاده از چسب شفاف و دارای درجه آرایشی (به صورت آزاد یا از طریق استنسیل) بر روی پوست و سپس پوشاندن آن با براق کننده درجه آرایشی ساخته می‌شود. بسته به شیمی بدن مدل می‌توانند تا یک هفته دوام بیاورند.
خال کوبی‌های موقت فویل دار نوعی خال کوبی موقت به سبک عکس برگردان است که به جای جوهر با استفاده از روش مهر زنی روی فویل چاپ می‌شود. در قسمت جلویی، طرح فویل به عنوان یک تصویر آینه چاپ شده‌است تا پس از استفاده بر روی پوست، در جهت درست مشاهده شود. هر خال کوبی فلزی توسط یک فیلم محافظ شفاف محافظت می‌شود.

## رنگ بدن

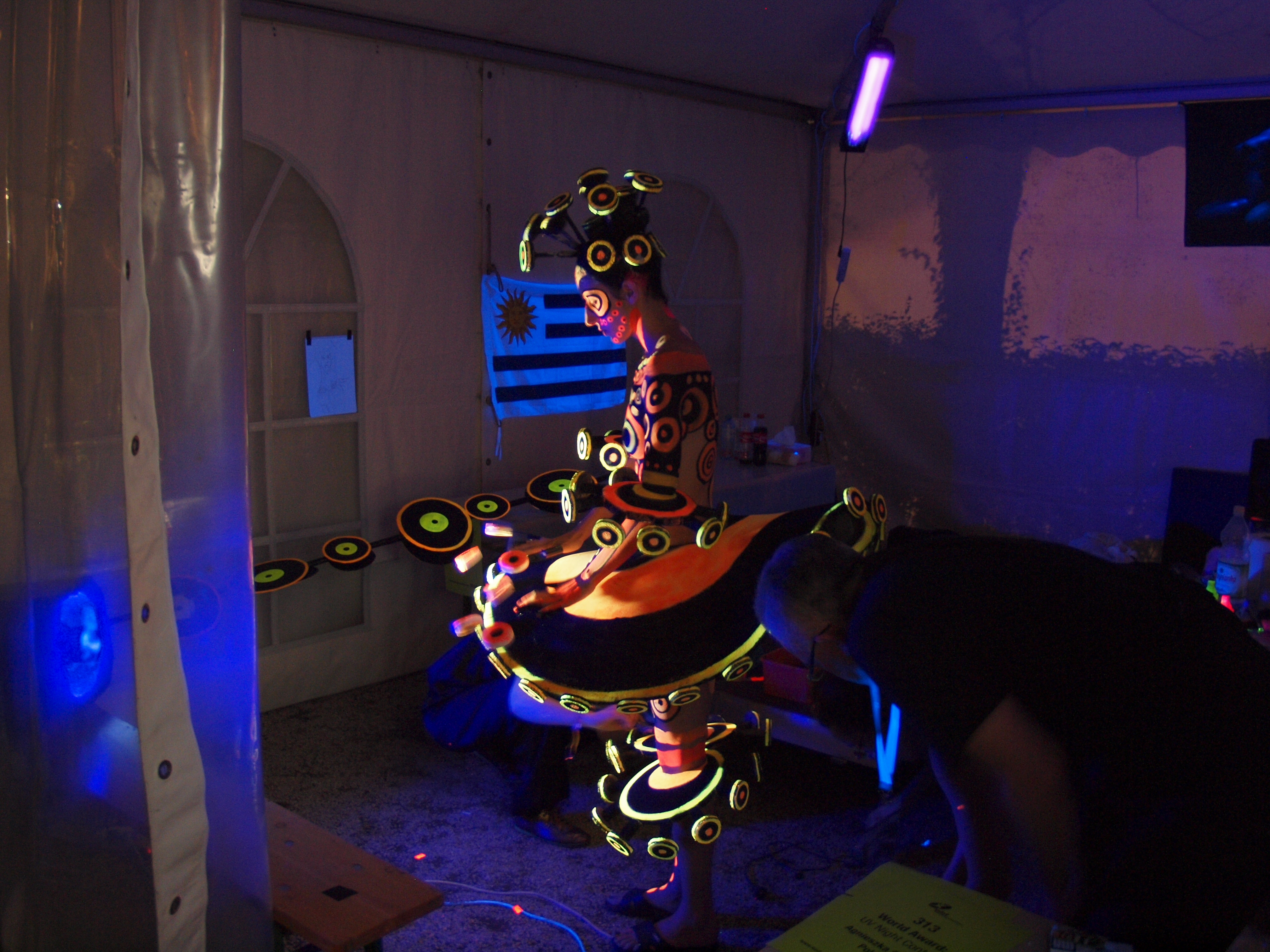
رنگ بدن فلورسنت در زیر نور ماوراء بنفش به صورت روشن و رنگارنگ ظاهر می‌شود.

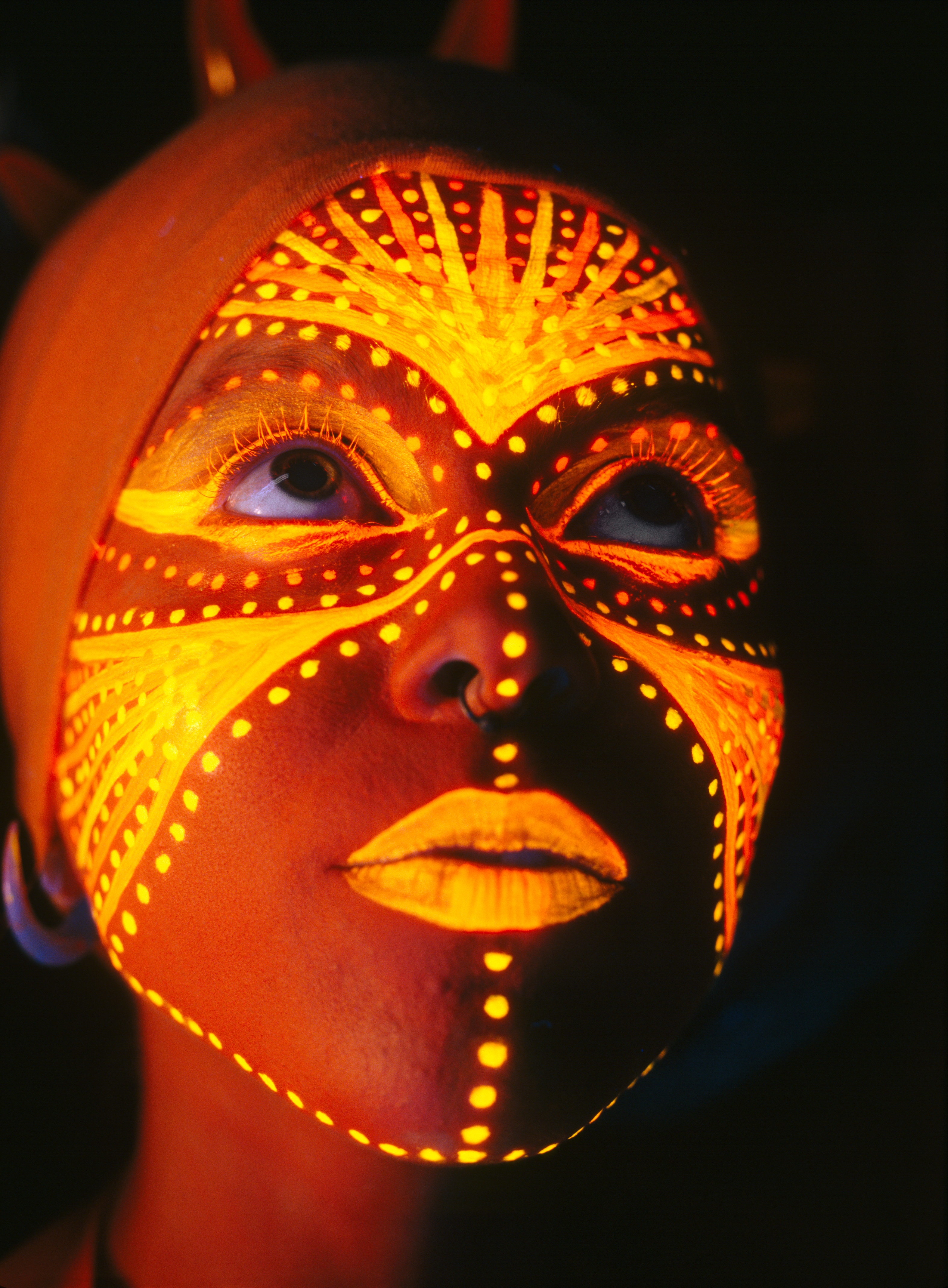
نقاشی بدن با رنگ فلورسنت

رنگ‌های صورت و بدن مدرن بر پایه آب طبق دستورالعمل‌های دقیق ساخته می‌شوند، به این معنی که اینها غیر سمی، معمولاً حساسیت زا نیستند و به راحتی قابل شستشو هستند. ممکن است رنگ آمیزی موقتی پس از استفاده ایجاد شود، اما پس از شستشوی طبیعی از بین می‌رود. اینها را یا با دست، قلم مو و اسفنج‌های مصنوعی یا اسفنج دریایی طبیعی استفاده می‌کنید یا اینکه به روش دیگر با برس استفاده می‌کنید.
برخلاف افسانه معروف که توسط فیلم Goldfinger جیمز باند تداوم یافته‌است، در صورت رنگ آمیزی تمام بدن فرد دچار خفگی نمی‌شود.
لاتکس مایع همچنین ممکن است به عنوان رنگ بدن استفاده شود. گذشته از خطر حساسیت تماسی، استفاده از لاتکس برای مدت طولانی ممکن است با مهار تعریق باعث گرمازدگی شود و باید مراقب باشید تا هنگام کشیدن لاتکس، از برداشتن دردناک مو جلوگیری شود.
همان موارد احتیاطی که در مورد مواد آرایشی اعمال می‌شود نیز باید رعایت شود. اگر پوست علائم آلرژی را از روی رنگ نشان می‌دهد، باید بلافاصله استفاده از آن قطع شود. علاوه بر این، نباید آن را روی پوست آسیب دیده، ملتهب یا حساس قرار داد. در صورت امکان، باید آزمایش واکنش آلرژیک قبل از استفاده انجام شود. باید توجه ویژه ای به لیست مواد تشکیل دهنده داده شود، زیرا برخی از رنگ‌ها توسط سازمان غذا و دارو ایالات متحده برای استفاده در اطراف منطقه چشم تأیید نمی‌شوند - به‌طور کلی موارد مرتبط با برخی از رنگ‌های قرمز مانند CI 15850 یا CI 15985 - یا روی لب‌ها، به‌طور کلی آبی، بنفش یا برخی از سبزها حاوی CI 77007 است. مقررات سختگیرانه تری در مورد مقدار سرب مجاز افزودنیهای آرایشی به عنوان بخشی از پیشنهاد ۶۵ در کالیفرنیا وضع شده‌است. در اتحادیه اروپا، تمام رنگ دهنده‌های ذکر شده با شماره CI مجاز به استفاده در همه مناطق هستند. هرگونه رنگ یا محصولی که برای استفاده روی بدن فرموله نشده باشد، هرگز نباید برای نقاشی روی بدن یا صورت استفاده شود، زیرا این امر می‌تواند منجر به واکنشهای آلرژیک جدی شود.
در مورد حنانگاری، رنگ‌های حنا قهوه‌ای طبیعی در صورت مخلوط شدن با موادی مانند آب لیمو، بی خطر هستند. گزینه دیگر Jagua، یک رنگ گیاهی تیره نیل است که برای پوست بی خطر است و برای استفاده‌های آرایشی در اتحادیه اروپا تأیید شده‌است.

## ابر و باد کردن بدن

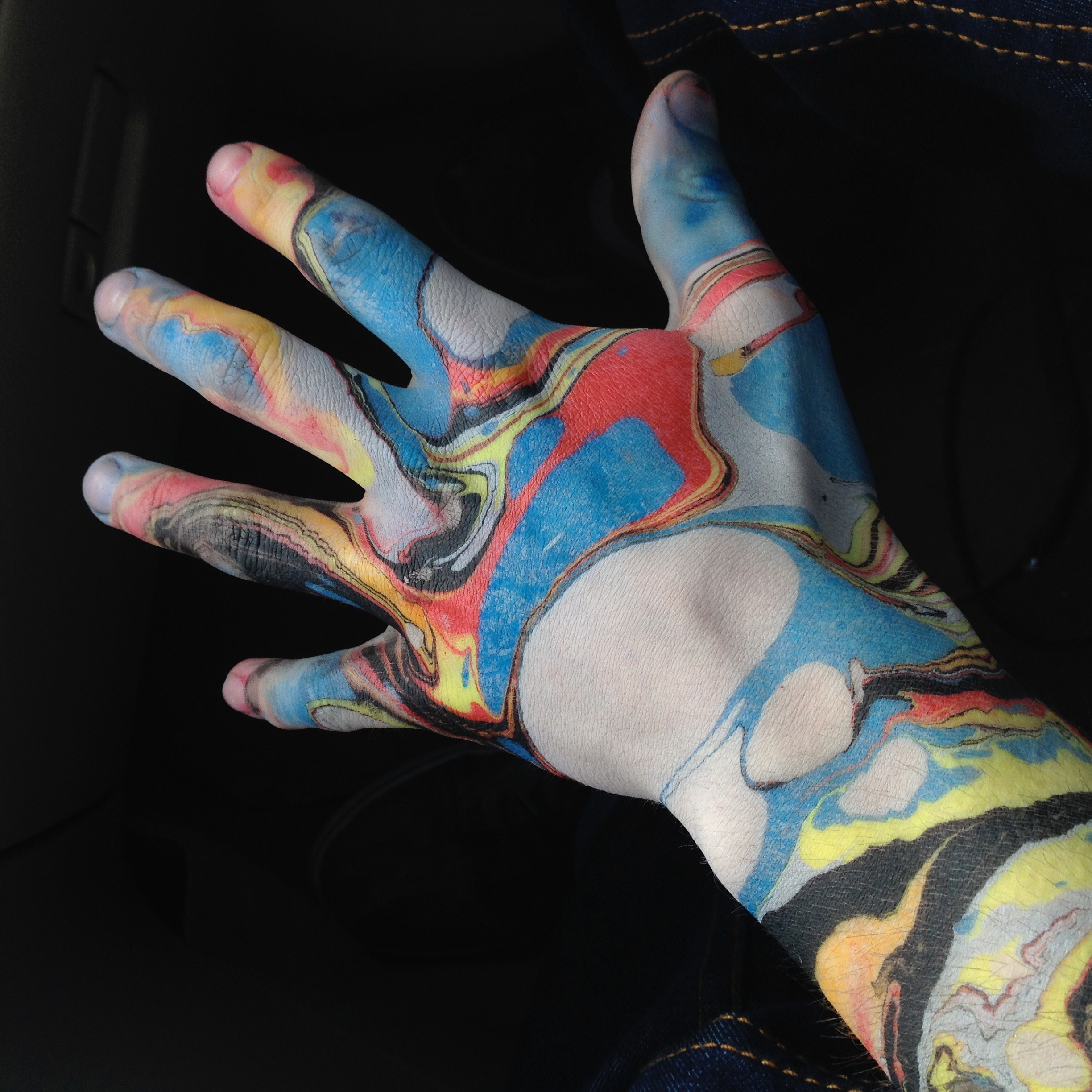
نقاشی ابر و باد روی دست

دست‌ها و صورت‌ها می‌توانند برای مواقعی مانند جشنواره‌ها، با استفاده از یک فرایند نقاشی شبیه به سنگ مرمر کاغذ سنتی، که در آن رنگ روی آب شناور می‌شود و به پوست فرد منتقل می‌شود (کاغذ ابر و باد را ببینید). بر خلاف روش سنتی مبتنی بر روغن برای کاغذ، از رنگهای واکنشی نئون یا ماورا بنفش معمولاً استفاده می‌شود و رنگ آن بر پایه آب و غیر سمی است.

## رنگ کردن دست
«رنگ کردن دست» عبارت است از آرایش یا رنگ آمیزی بر روی دست برای جلوه دادن آن مانند حیوان یا شی دیگر. برخی از هنرمندان دست، مانند گیدو دانیله، تصاویری را تولید می‌کنند که نمایشی ترومپل از حیوانات وحشی است که بر روی دست مردم نقاشی شده‌است.